# Jacques Thibault
Jacques Thibault (* 13. Februar 1958 in Québec) ist ein ehemaliger kanadischer Eisschnellläufer und Shorttracker.

## Werdegang
Thibault startete im Shorttrack bei den Weltmeisterschaften 1977 in Grenoble und gewann dort die Silbermedaille mit der Staffel. Im Eisschnelllauf nahm er in der Saison 1977/78 erstmals an internationalen Wettbewerben teil und kam dabei bei den Juniorenweltmeisterschaften 1978 in Montreal auf den 28. Platz im Kleinen Vierkampf und bei der Sprintweltmeisterschaft 1978 in Lake Placid auf den 25. Rang. In den folgenden Jahren belegte er bei der Sprintweltmeisterschaft 1980 in West Allis den 22. Platz, bei der Sprintweltmeisterschaft 1981 in Grenoble den neunten Rang, bei der Sprintweltmeisterschaft 1982 in Alkmaar den 26. Platz und bei der Sprintweltmeisterschaft 1983 in Helsinki den 14. Platz. Zudem lief er bei den Olympischen Winterspielen 1980 in Lake Placid auf den 27. Platz über 1500 m, auf den 26. Rang über 500 m sowie auf den 20. Platz über 1000 m und bei der Mehrkampfweltmeisterschaft 1983 in Oslo auf den 28. Platz im Großen Vierkampf. In der Saison 1983/84 erreichte er bei der Mehrkampfweltmeisterschaft 1984 in Göteborg erneut den 28. Platz im Großen Vierkampf und bei den Olympischen Winterspielen 1984 in Sarajevo den 19. Platz über 1000 m sowie den 15. Rang über 500 m. Letztmals international startete er bei der Sprintweltmeisterschaft 1984 in Trondheim, wobei er den 12. Platz errang. Sein Bruder Guy Thibault war ebenfalls als Eisschnellläufer aktiv.

## Erfolge

### Olympische Spiele
- 1980 Lake Placid: 20. Platz 1000 m, 26. Platz 500 m, 27. Platz 1500 m
- 1984 Sarajevo: 15. Platz 500 m, 19. Platz 1000 m

### Mehrkampf-Weltmeisterschaften
- 1983 Oslo: 28. Platz Großer Vierkampf
- 1984 Göteborg: 28. Platz Großer Vierkampf

### Sprint-Weltmeisterschaften
- 1978 Lake Placid: 25. Platz Sprint-Mehrkampf
- 1980 West Allis: 22. Platz Sprint-Mehrkampf
- 1981 Grenoble: 9. Platz Sprint-Mehrkampf
- 1982 Alkmaar: 26. Platz Sprint-Mehrkampf
- 1983 Helsinki: 14. Platz Sprint-Mehrkampf
- 1984 Trondheim: 12. Platz Sprint-Mehrkampf

### Shorttrack-Weltmeisterschaften
- 1977 Grenoble: 2. Platz Staffel

## Persönliche Bestleistungen im Eisschnelllauf
| Disziplin | Zeit         | Datum             | Ort                  |
| --------- | ------------ | ----------------- | -------------------- |
| 500 m     | 38,26 s      | 22. Januar 1983   | Davos                |
| 1000 m    | 1:16,90 min  | 24. Januar 1981   | Davos                |
| 1500 m    | 2:00,55 min  | 19. Januar 1980   | Davos                |
| 3000 m    | 4:28,11 min  | 12. Januar 1983   | Madonna di Campiglio |
| 5000 m    | 7:43,51 min  | 29. Januar 1984   | Inzell               |
| 10.000 m  | 17:40,68 min | 31. Dezember 1982 | Regina               |